# 만 레이

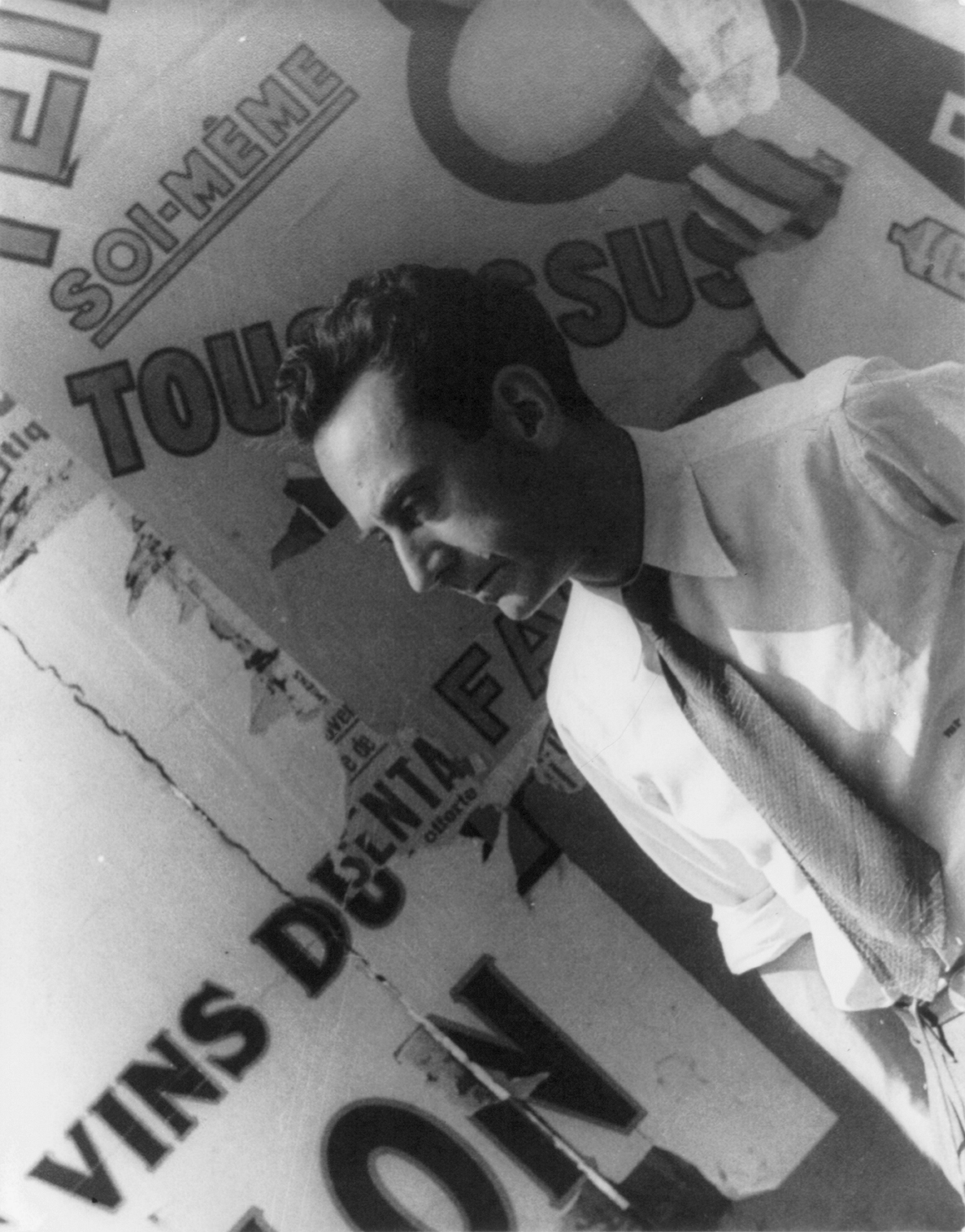
1934년 6월 16일, 칼 반 베흐텐이 촬영한 만 레이

만 레이(Man Ray, 본명: Emmanuel Radnitzky, 1890년 8월 27일 ~ 1976년 11월 18일)는 프랑스 파리에서 대부분의 경력을 쌓은 미국의 시각미술가이다. 다다이즘과 초현실주의에 상당한 기여를 한 인물이다. 다양한 미디어로 주요 작품을 제작했으나 그는 자기 자신을 무엇보다 화가로 간주하였다. 사진으로도 유명하며 저명한 패션 및 초상화 사진가로 일했다. 만 레이는 포토그램을 사용한 공로로 유명하며 자기 자신을 레이요그래프(rayographs)로 명명하였다.

## 생애
만 레이의 출생명은 Emmanuel Radnitzkydlek이다. 1890년 8월 27일 미국 펜실베이니아주 사우스필라델피아에서 태어났다.
어려서부터 미술 및 기계적 능력을 보였다. 1904년부터 1909년까지 브루클린의 보이즈 고등학교에서 교육을 받았으며 여기서 초안 그리기와 그밖의 기초적인 예술 기법의 토대를 다졌다. 지역 미술관들을 스스로 자주 방문하여 올드 마스터의 작품을 배웠다. 졸업 후 레이는 건축학을 공부하기 위한 장학금을 받았으나 미술가를 추구하는 길을 선택했다. 만 레이의 부모는 자신들의 아들의 결정에 실망했으나 레이의 방이 스튜디오가 될 수 있도록 했다.
뉴욕에 거주하는 동안 만 레이는 유럽 현대 미술가들의 아방가르드의 영향을 받았다. 1913년 아모리 쇼에 소개되었으며 알프레드 스티글리츠의 "291" 아트 갤러리를 방문했다.
1921년, 만 레이는 파리에서 살며 일하게 되었다. 곧 수많은 미술가들이 선호하는 몽파르나스에 정착하였고, 예술가 모델 알리스 프랭(키키 드 몽파르나스)과 사랑에 빠졌다. 키키는 1920년대 대부분 만 레이의 동료가 되었다. 그의 유명한 사진 이미지들 가운데 일부의 주제가 되기도 했다. 대표적으로 장오귀스트도미니크 앵그르의 《발팽송의 목욕하는 여인》에 영감을 얻어 1924년에 제작한 《앵그르의 바이올린》이 있다.
그의 사진 조수이자 애인 리 밀러와 함께 만 레이는 솔라리제이션의 사진 기법을 재발명하였다. 포토그램의 일종을 만들어냈으며 그는 이를 순수 다다이즘으로 지칭하면서 레이요그래프로 명명했다.
또, 만 레이는 순수영화(Cinéma pur)로 알려진 수많은 아방가르드 단편 영화를 감독했다. 감독 작품으로는 Emak-Bakia(16분, 1926년), L'Étoile de Mer(15분, 1928년), Les Mystères du Château de Dé(27분, 1929년) 등이 포함된다.
1951년 프랑스 파리로 다시 돌아와서 줄리엣과 스튜디오에 정착한 뒤 그곳에서 수많은 상징적인 초기 작품들을 계속 작업하였다.
1963년, 자서전 《자화상》(Self-Portrait)을 발간하였다.
1976년 11월 18일 파리에서 폐감염으로 사망하였다. 파리의 몽파르나스 묘지에 묻혔다.

## 유산
《자화상》(Self-Portrait)은 1999년 재발간되었다.